# Гуманитарные науки в Сибири
«Гуманитарные науки в Сибири» — периодическое издание (журнал) Института истории СО РАН , в котором публикуются статьи по археографии, источниковедению и истории России.

## Возникновение и развитие
12 ноября 1956 г. распоряжением Президиума АН СССР № 55-2468 был учрежден журнал «Известия Восточных филиалов АН СССР» периодичностью 12 номеров в год. Перед журналом ставились задачи: «освещение результатов новых научных исследований; обмен опытом научно-организационных мероприятий по вопросам координации научных работ по физико-математическим, химическим, геологическим, биологическим, техническим, экономическим и гуманитарным наукам». Главным редактором издания был назначен д-р техн. наук А. И. Горбанев .
В декабре 1957 года Ученый совет СО АН СССР назначил академика С. Л. Соболева редактором журнала «Известия СО АН СССР», преобразованного из журнала «Известия восточных филиалов АН СССР» .
В 1 номере за 1963 г. редколлегия сообщала читателям журнала:

С 1963 года начинается регулярный выпуск серии общественных наук «Известий Сибирского отделения Академии наук СССР». У экономистов, историков, филологов Сибири и Дальнего Востока появился свой печатный орган <...> «Известия Сибирского отделения АН СССР» (серия общественных наук) будут публиковать научные работы, представляющие изложение результатов исследований, основанных на первичных данных, на массовых наблюдениях практики и их теоретическом обобщении. Наряду с научными работами в каждом из выпусков предусматривается помещать краткие сообщения о научных конференция и совещаниях, хронику научной жизни, критико-библиографические статьи и заметки по Сибири и Дальнему Востоку.— Известия Сибирского отделения АН СССР. Серия общественных наук. 1963. № 1. Вып. 1. С. 3
С 1963 года по 1984 год журнал выходил как «Серия общественных наук» в рамках «Известий СО АН СССР». Потом был переименован в «Серию истории, филологии, философии». Об этом в 3 номере за 1984 г. редколлегия вновь сообщала читателям журнала:

Настоящим выпуском открывается новая в специализированном семействе журналов «Известия Сибирского отделения Академии наук СССР» серия — истории, филологии и философии <...> Журнал ставит задачу освещения возможно более широкого круга гуманитарных проблем, связанных с анализом прошлого, настоящего и будущего Сибири.— Известия Сибирского отделения АН СССР. Серия истории, филологии и философии. 1984. № 3 (378). Вып. 1.
Современное название журнал получил в 1994 году.
В 1998 г. в научной периодической печати журнал характеризовался следующим образом:

В журнале печатаются результаты оригинальных научных исследований и обзорные статьи по наиболее актуальным проблемам гуманитарных наук; публикуются материалы археологических, этнографических, фольклорных, археографических экспедиций, социологических обследований и опросов; осуществляется публикация ранее не введенных в научный оборот архивных документов; дается информация о новых изданиях, научных конгрессах, конференциях, семинарах.— Газета «Наука в Сибири», № 35–36 (2171—2172), 25 сентября 1998 г.
В 1994–2009 годах журнал публиковал материалы по археологии, демографии и этнографии народов Сибири, филологии и философии. В 2010 году профиль журнала изменён на исключительно исторический.
В 2010 г. академик В. И. Молодин охарактеризовал журнал как добившийся успеха в электронном распространении:

Постепенно набирает темпы продажа электронных версий наших журналов. Успеха в этом добились «ЭКО», «Археология, этнография и антропология Евразии», «Гуманитарные науки в Сибири», «Наука из первых рук».— Газета «Наука в Сибири», № 11 (2746), 18 марта 2010 г.
Четыре года спустя эту же тенденцию отмечал отчет СО РАН

Значительно увеличили продажи электронных версий в 2014 году гуманитарии. Так, доходы от продажи журнала «Археология, этнография и антропология» возросли почти в 1,5 раза (со 155 тыс. рублей до 236 тыс. рублей), журнала «Гуманитарные науки в Сибири» в 6 раз (с 12 тыс. рублей до 75 тыс. рублей). Успешность продаж электронных версий этих журналов связываются в первую очередь с тем, что распространение версий ведется несколькими компаниями, ни одна компания не имеет эксклюзивных прав, а многолетние контакты с «East View» перешли в новое качество. Не последнюю роль сыграл рост курса доллара, так как часть договоров на распространение русскоязычных электронных версий заключалась в валюте.
— Отчет СО РАН за 2014 год

### История переименований
- 1957 год — «Известия восточных филиалов АН СССР»
- 1958–1962 гг. «Известия Сибирского отделения Академии наук СССР».
- 1963–1983 гг. «Известия Сибирского отделения Академии наук СССР. Серия общественных наук» (с номера 3 за 1963 год).
- 1984–1992 гг. «Известия Сибирского отделения Академии наук СССР. Серия истории, филологии и философии» (до номера 1 за 1992 год).
- 1992–1993 гг. «Известия Сибирского отделения Российской академии наук. Серия: История, филология и философия» (с номера 2 за 1992 год).
- с 1994 года — «Гуманитарные науки в Сибири».

## Тематика публикаций
До 2010 года в журнале публиковались результаты научных исследований и обзорные статьи по актуальным проблемам археологических, этнографических, фольклорных, археографических, исторических, литературоведческих и филологических исследований в Сибири и на Дальнем Востоке, результаты социологических обследований и опросов, философских, науковедческих и логических исследований. Журнал публиковал и продолжает публиковать ранее не введенные в научный оборот архивные документы. В журнале давалась и дается информация о новых изданиях, научных конгрессах, конференциях, семинарах (см. список публикаций за 1986–2012)
. В настоящее время журнал публикует статьи и заметки по преимущественно по истории Сибири
Журнал публикует рецензии на научные работы. В 1962 там была опубликована рецензия Н. В. Устюгова на одну из первых работ молодого коллектива новосибирских историков.
Журнал публиковал также статьи по истории Сибирского отделения РАН и о научной деятельности отдельных ведущих ученых
.

### О сибирской археографической школе (школе Н.Н. Покровского)
Анализ опубликованных в данном журнале научных работ исследователей, принадлежащих к «новосибирской археографической школе» («школе Н. Н. Покровского»), сделан в статье Н. Д. Зольниковой . Н. Д. Зольникова констатировала, что в публикациях на страницах журнала нашли отражение «подходы, характерные для исторической антропологии: внимание к повседневности, особенностям поведения как отдельных людей, так и их групп, выявление отношения к происходящему участников событий и т. д.», а также отмечала важность публикаций журнала для реконструкции процесса развития научных традиций школы Н. Н. Покровского его учениками:

Со временем Н. Н. Покровского все больше стала привлекать именно сфера идей, мировосприятия, менталитета русского населения (далеко не всегда старообрядцев) как варианта народного христианства. Его работы по данной проблематике появлялись в те же годы, когда ширилась слава школы «Анналов», изучавшей аналогичные явления на примере католического варианта народной религиозности. На русском материале подобных исследований в силу названных причин тогда почти не было. Когда в советской историографии, уставшей от навязчивого главенства в гуманитарной науке марксистской социологии, все чаще начали писать (со ссылкой на актуальные зарубежные достижения) о необходимости поставить в центр исследования человека, в действительности уже имелся солидный задел, созданный за несколько десятилетий трудами Н. Н. Покровского, которые были насыщены зарисовками ярких характеров и людских судеб. Не упустить человека в исследованиях Н. Н. Покровский учил и своих учеников, и сотрудников. В данной статье предпринята попытка продемонстрировать развитие научных традиций школы Н. Н. Покровского его учениками в последние годы. При этом естественным было обратиться к статьям журнала «Гуманитарные науки в Сибири», поскольку ученые Института истории СО РАН, в котором работал Николай Николаевич и его ученики, имеют возможность оперативно публиковать результаты своих изысканий на страницах данного издания.

## Периодичность выхода
- 1957–1962 — 12 номеров в год [5].
- 1963–1993 — 3 выпуска в год [22].
- C 1994 — 4 номера в год.

## Распространение журнала
Журнал издается в бумажном варианте. Электронные варианты статей доступны в базе данных РИНЦ. На платной основе доступ к статьям журнала осуществляется через коммерческую базу данных East View. Доходы от продажи электронных версий журнала составили в 2010 году — 26923 руб., в 2011 году — 23015 руб.,
в 2012 году — 32956 руб., в 2013 году — 12368 руб.. Бумажные версии журнала получают ведущие библиотеки страны (РГБ, РНБ) и зарубежные исследовательские центры (библиотека университета Тохоку,
библиотека Стенфордского университета
, библиотеки многих университетов Великобритании) и др. В 2010 году — журнал имел 110 подписчиков, в 2011 журнал имел 105 подписчиков,
в 2012 году — 113 подписчиков, в 2013 году — 92 подписчика . 
Журнал популярен в славянских странах, в частности, в Болгарии, на Украине.

### Список ВАК и РИНЦ
Журнал включён в список научных журналов ВАК. Импакт-фактор РИНЦ (на 26.01.2015) — 0,092 (25.01.2013 — 0,047, на 24.01.2014 — 0,073) . Журнал в базе данных РИНЦ проиндексирован лишь частично, учтено всего 1239 статей из 108 выпусков с 1967 года.

### Издательство
Сначала журнал издавался Сибирским отделением издательства «Наука», которое в 1994 году преобразовано в самостоятельное издательство. Долгие годы журнал  редактировала заведующая редакцией Издательства СО РАН С.П. Мкртчан. «Светлана Петровна вывела журнал в один из наиболее читаемых и тиражных» . В 2002 г. С. Н. Мкртчан «за большой вклад в издательскую деятельность, создание, становление и развитие научного журнала „Гуманитарные науки в Сибири“» была награждена почетной грамотой Президиума СО РАН..

## Журнал в бумажных библиографических указателях
Статьи журнала, посвященные вопросам изучения истории, вносятся указатель текущей литературы, который с 1966 г. издается ГПНТБ СО РАН

## Авторы журнала
В разные годы с журналом сотрудничали ведущие российские ученые-сибиреведы: историки и археологи Б. В. Базаров, Р. С. Васильевский, В. А. Ламин, А. П. Окладников, Н. Н. Покровский, Д. Я. Резун, филологи Е. К. Ромодановская, М. И. Черемисина, философы Ю. В. Попков, О.С. Разумовский, В.В. Целищев, В.П. Фофанов и др.

## Ответственные редакторы
- 1957 — д-р техн. наук А. И. Горбанев.
- 1958–1967 — академик С. Л. Соболев.
- 1967 — чл.-корр. АН СССР Г. А. Пруденский (ответственный редактор серии)[38]
- 1967–1981 — академик А. П. Окладников (ответственный редактор серии)
- 1982–1991 — академик А. П. Деревянко (ответственный редактор серии)
- 1991–1998 — д-р ист. наук Р. С. Васильевский (ответственный редактор серии)
- 1998–2003 — д-р ист. наук В. Е. Ларичев[39]
- 2003–2019 — д-р ист. наук В. А. Ильиных[40][41][42].
- С 2020 — д-р ист. наук О. Н. Шелегина.

## Редакционный совет
Ламин Владимир Александрович, член-корреспондент РАН, Институт истории СО РАН, председатель совета, Алексеев Вениамин Васильевич, академик РАН, советник РАН, Артемов Евгений Тимофеевич, доктор исторических наук, Институт истории и археологии УрО РАН, Базаров Борис Ванданович, член-корреспондент РАН, Институт монголоведения, буддологии и тибетологии СО РАН, Деревянко Анатолий Пантелеевич, академик РАН, Институт археологии и этнографии СО РАН, Виктор Дённингхаус, доктор исторических наук, профессор, Институт культуры и истории немцев в Северо-Восточной Европе при Гамбургском университете (Nordost-Institut (нем.)) (Люнебург, Германия), Ильиных Владимир Андреевич, доктор исторических наук, Институт истории СО РАН, Катионов Олег Николаевич, доктор исторических наук, профессор, Новосибирский государственный педагогический университет, Мацузато Кимитака (松里公孝), доктор, Центр славянских исследований Университета Хоккайдо (Саппоро, Япония), Молодин Вячеслав Иванович, академик РАН, Институт археологии и этнографии СО РАН, Аджай Кумар Патнаик, доктор, профессор, Центр российских и центрально-азиатских исследований Школы международных исследований Университета им. Джавахарлала Неру (Нью-Дели, Индия), Сыдыков Ерлан Батташевич, доктор исторических наук, Евразийский национальный университет им. Л. Н. Гумилева (Астана, Казахстан), Томилов Николай Аркадьевич, доктор исторических наук, Омский филиал Института археологии и этнографии СО РАН, Чаттерджи Сучандана, доктор, Институт азиатских исследований им. М. А. К. Азада (en:Maulana Abul Kalam Azad Institute of Asian Studies) (Калькутта, Индия), Шиловский, Михаил Викторович, доктор исторических наук, профессор, Новосибирский национальный исследовательский государственный университет, Шишкин Владимир Иванович, доктор исторических наук, профессор, Институт истории СО РАН, Элерт Александр Христианович, доктор исторических наук, Институт истории СО РАН.

## Редакционная коллегия
- Шелегина Ольга Николаевна – д-р ист. наук, Институт истории Сибирского отделения Российской академии наук (ИИ СО РАН, г. Новосибирск), главный редактор
- Горбатов Алексей Владимирович – д-р ист. наук, профессор кафедры всеобщей истории и международных отношений, Кемеровский государственный университет
- Гурьянова Наталья Сергеевна – д-р ист. наук, Институт истории Сибирского отделения Российской академии наук (ИИ СО РАН, г. Новосибирск), зам. главного редактора
- Савин Андрей Иванович – канд. ист. наук, Институт истории Сибирского отделения Российской академии наук (ИИ СО РАН, г. Новосибирск), зам. главного редактора
- Андреенков Сергей Николаевич – канд. ист. наук, Институт истории Сибирского отделения Российской академии наук (ИИ СО РАН, г. Новосибирск), ответственный секретарь
- Ананьев Денис Анатольевич – канд. ист. наук, Институт истории Сибирского отделения Российской академии наук (ИИ СО РАН, г. Новосибирск)
- Быстрова Ирина Владимировна – д-р ист. наук, Институт российской истории Российской академии наук (г. Москва)
- Ермекбай Жарас Акишевич – д-р ист. наук, профессор, Казахстанский филиал Федерального государственного бюджетного образовательного учреждения высшего образования «Московский государственный университет имени М.В. Ломоносова» (КФ МГУ, г. Нур-Султан, Казахстан)
- Журавлев Вадим Викторович – канд. ист. наук, научный сотрудник сектора истории общественно-политического развития Института истории СО РАН (г. Новосибирск)
- Запорожченко Галина Михайловна – д-р ист. наук, Институт истории Сибирского отделения Российской академии наук (г. Новосибирск)
- Зверев Владимир Александрович – д-р ист. наук, профессор, Новосибирский государственный педагогический университет (г. Новосибирск)
- Исаев Виктор Иванович – д-р ист. наук, Институт истории Сибирского отделения Российской академии наук (ИИ СО РАН, г. Новосибирск)
- Исупов Владимир Анатольевич – д-р ист.   наук, Федеральное государственное бюджетное учреждение науки Институт истории Сибирского отделения Российской академии наук (ИИ СО РАН, г. Новосибирск)
- Куперштох Наталья Александровна – канд. ист. наук, Федеральное государственное бюджетное учреждение науки Институт истории Сибирского отделения Российской академии наук (ИИ СО РАН, г. Новосибирск)
- Курас Леонид Владимирович – д-р ист. наук, Федеральное государственное бюджетное учреждение науки Институт монголоведения, буддологии и тибетологии Сибирского отделения Российской академии наук (ИМБТ СО РАН, г. Улан-Удэ)
- Лизунова Ирина Владимировна – д-р ист. наук, профессор, Федеральное государственное бюджетное учреждение науки Государственная публичная научно-техническая библиотека Сибирского отделения Российской академии наук (ГПНТБ СО РАН, г. Новосибирск)
- Мазур Людмила Николаевна – д-р ист. наук, профессор, Федеральное государственное автономное образовательное учреждение высшего образования «Уральский федеральный университет имени первого Президента России Б.Н. Ельцина» (УрФУ, г. Екатеринбург)
- Майничева Анна Юрьевна – д-р ист. наук, Федеральное государственное бюджетное учреждение науки Институт археологии и этнографии Сибирского отделения Российской академии наук (ИАЭТ СО РАН, г. Новосибирск)
- Матханова Наталья Петровна – д-р ист. наук, профессор, Федеральное государственное бюджетное учреждение науки Институт истории Сибирского отделения Российской академии наук (ИИ СО РАН, г. Новосибирск)
- Морозова Татьяна Игоревна – канд. ист. наук, Федеральное государственное бюджетное учреждение науки Институт истории Сибирского отделения Российской академии наук (ИИ СО РАН, г. Новосибирск)
- Некрылов Сергей Александрович – д-р ист. наук, профессор, Федеральное государственное автономное образовательное учреждение высшего образования «Национальный исследовательский Томский государственный университет» (ТГУ, г. Томск)
- Нестеров Сергей Павлович – д-р ист. наук, Федеральное государственное бюджетное учреждение науки Институт археологии и этнографии Сибирского отделения Российской академии наук (ИАЭТ СО РАН, г. Новосибирск)
- Разгон Виктор Николаевич – д-р ист. наук, профессор, Федеральное государственное бюджетное образовательное учреждение высшего образования «Алтайский государственный университет» (АлтГУ, г. Барнаул)
- Сабурова Татьяна Анатольевна – д-р ист. наук, Индианский университет (г. Блумингтон, США)
- Славина Людмила Николаевна – д-р ист. наук, профессор, Федеральное государственное бюджетное образовательное учреждение высшего образования «Красноярский государственный педагогический университет имени В.П. Астафьева» (КГПУ, г. Красноярск)
- Чуркин Михаил Константинович – д-р ист. наук, профессор кафедры отечественной истории Омского государственного педагогического университета, ведущий научный сотрудник Тобольской комплексной научной станции Уральского отделения Российской академии наук (ОмГПУ, г. Омск)
- Шевелёв Дмитрий Николаевич – д-р ист. наук, доцент, заведующий кафедрой истории древнего мира, средних веков и методологии истории Национального исследовательского Томского государственного университета (НИ ТГУ, г. Томск)
- Юхименко Елена Михайловна – д-р филолог. наук, Федеральное государственное бюджетное учреждение культуры «Государственный исторический музей» (ГИМ, г. Москва)

## Сокращенное название журнала при цитировании
В 2015 г. англоязычным авторам серию «Филология» рекомендовали при цитировании сокращать как
GNSF.
Однако некоторые иноязычные научные статьи используют полное транслитерированное название журнала  Gumanitarnye nauki v Sibiri применяется в англоязычной версии (недоступная ссылка).

.

## Обложки журнала за разные годы
|  |  |  |